# پل نیکلاس
پل نیکلاس (انگلیسی: Paul Nicholas؛ زادهٔ ۳ دسامبر ۱۹۴۴) بازیگر، خواننده و کارگردان نمایش اهل بریتانیا است. وی از سال ۱۹۶۰ میلادی تاکنون مشغول فعالیت بوده‌است.
از فیلم‌ها یا برنامه‌های تلویزیونی که وی در آن نقش داشته‌است، می‌توان به ایست‌اندرز، پزشک‌ها، تپش قلب، شهر هالبی، خواننده جاز، گروه کلوپ بی‌کسان گروهبان فلفل، سه برای همه، تامی، لیستومانیا، آلیس، نمایش امروز و یک بیمار برجسته اشاره کرد.